# Gulflikvipa
Gulflikvipa (Vanellus malabaricus) är en vadarfågel i familjen pipare som förekommer på Indiska subkontinenten. Utseendet är karakteristiskt med en gul hudflik vid näbbroten som gett arten dess namn.

## Utseende och läten
Gulflikvipan är en 24–28 cm lång vipa med karakteristisk gul hudflik vid näbbroten och gula ben. Den är brun på ovansida och bröst med en svart hjässa inramat av ett tunt vitt streck. Resten av undersidan är vit. I flykten syns bruna täckare, svarta vingpennor samt ett vitt band däremellan. Lätet beskrivs som ett utdraget "tchee-it", som varningsläte "chit-oo-eet".

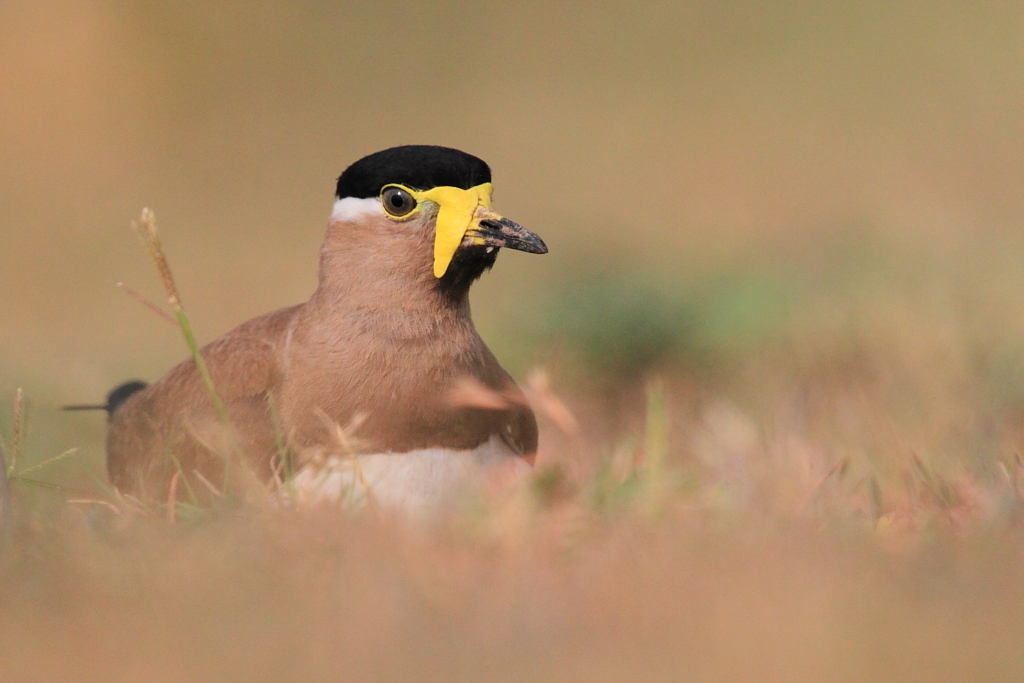
Adult fågel.

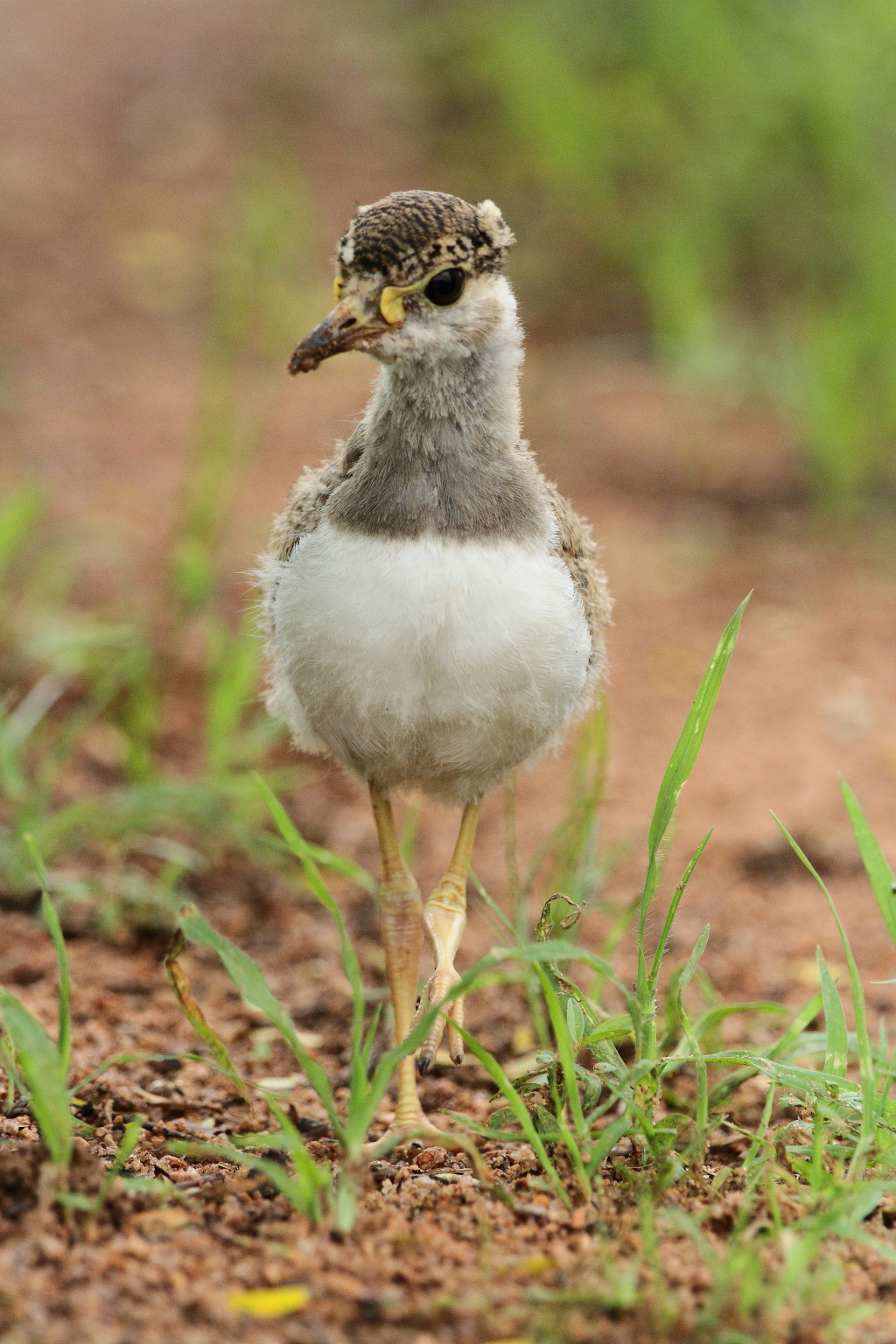
Ungfågel.

## Utbredning och systematik
Fågeln förekommer i låglänta områden i södra Pakistan (Sind) och Indien från Gujarat och Himachal Pradesh österut till Bihar, söderut genom Indiska halvön till Sri Lanka. Utanför häckningstid påträffas den även i Nepal, Västbengalen och Bangladesh, tillfälligt i Malaysia och Myanmar. Den behandlas som monotypisk, det vill säga att den inte delas in i några underarter.

## Levnadssätt
Gulflikvipan hittas i torra och öppna miljöer som ruderatmarker och odlade fält, men även i kanter av våtmarker. Den födosöker huvudsakligen nattetid efter huvudsakligen insekter och deras larver. Fågeln häckar mellan mars och juli, i Sri Lanka även in i augusti.

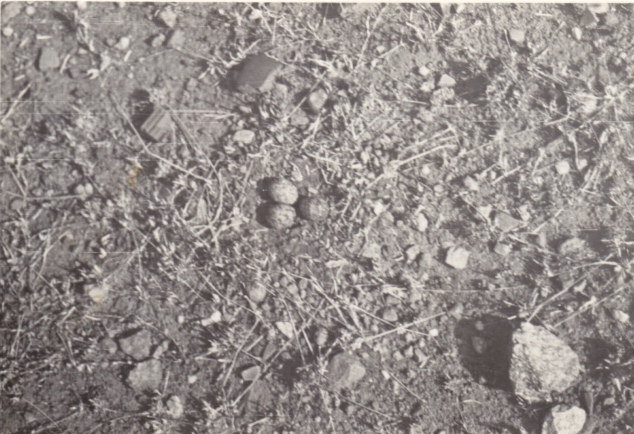
Gulflikvipans bo är en enkel uppskrapad grop i marken.

## Status och hot
Arten har ett stort utbredningsområde och en stabil populationsutveckling, och tros inte vara utsatt för något substantiellt hot. Utifrån dessa kriterier kategoriserar internationella naturvårdsunionen IUCN arten som livskraftig (LC). Världspopulationen är dock relativt liten, uppskattad till endast 5.000–10.000 individer.

## Namn
Fågelns vetenskapliga namn syftar på Malabarkusten i sydvästra Indien. Tidigare har stavningen malarbaricus förekommit, men detta är felaktigt.